# 诺伊恩基兴 (北莱茵-威斯特法伦州)
诺伊恩基兴（德語：Neuenkirchen，發音：[ˈnɔʏənˌkɪʁçn̩] ⓘ）是德国北莱茵-威斯特法伦州的市镇，属于明斯特行政区施泰因富特县。该市镇总面积为48平方千米，2023年12月31日总人口为14,096人。因发现高温超导而获诺贝尔物理学奖的德国物理学家约翰内斯·贝德诺尔茨出生于此。